# Michael Moriarty
Michael Moriarty (Detroit, Michigan, 5. travnja 1941.) je Tonyjem i Emmyjem nagrađeni američki glumac. Najpoznatiji je po svojoj ulozi Bena Stonea u TV seriji Zakon i red. Trenutno se kao nezavisni kandidat natječe za predsjednika SAD na izborima 2008.

## Životopis
Michael Moriarty se rodio u Detroitu u irskoameričkoj obitelji. Djed mu je bio poznati igrač bejzbola George Moriarty. Školovao se na Koledžu Dartmouth, a nakon osvajanja Fulbrightove stipendije i na prestižnoj londonskoj Akademiji glazbenih i dramskih umjetnosti.
Moriartyjeva glumačka karijera je poticaj dobila nakon nastupa u zapaženoj TV-adaptaciji Williamsovog komada Stakleni zvjerinjak. Za tu je ulogu dobio Emmy, a poslije je dobio još jedan za ulogu nacističkog birokrata u hvaljenoj mini-seriji Holokaust.
Moriarty se, usprkos uspjeha na televiziji, uglavnom orijentirao na kazališnu karijeru, nauštrb nastupa u Hollywoodu. 1980-ih je, pak, imao zapažene uloge u filmovima Larryja Cohena. Najveći uspjeh je postigao kao tužitelj Ben Stone u hvaljenoj TV-seriji Zakon i red koja se počela emitirati 1990. godine. 
Moriarty je u toj ulozi ostao četiri sezone, a nakon toga je zamijenjen. Okolnosti njegovog odlaska 1994. godine su predmet kontroverze. Producent Dick Wolf tvrdi da je Moriarty zbog psihičkih problema imao poteškoće u nastupima na setu. Sam Moriarty tvrdi da su producenti popustili pritisku Janet Reno, ministrice pravde u administraciji Billa Clintona, kojoj se Moriarty zamjerio svojim oštrim protivljenjem pokušajima da se uvede federalna cenzura na američkoj televiziji.
Nakon odlaska iz serije, Moriarty je otišao u Kanadu gdje i danas živi. Postao je aktivan u politici, te često iznosi desničarske stavove od kojih je najpoznatije njegovo oštro protivljenje pravu na abortus.

## Vanjske poveznice
- Michael Moriarty u internetskoj bazi filmova IMDb-u (engl.)
- Yahoo Movies: Michael Moriarty  Arhivirana inačica izvorne stranice od 3. svibnja 2005. (Wayback Machine)